# 171118 Szigetköz
(171118) Szigetköz, denumire internațională (171118) Szigetkoz, este un asteroid din centura principală de asteroizi.

## Descriere
171118 Szigetköz este un asteroid din centura principală de asteroizi. A fost descoperit pe 2 aprilie 2005 la Piszkesteto de Krisztián Sárneczky. Asteroidul prezintă o orbită caracterizată de o semiaxă mare de 3,17 ua, o excentricitate de 0,13 și o înclinație de 2,0° în raport cu ecliptica.